# West Kelowna
West Kelowna é uma cidade localizada no Distrito Regional de Central Okanagan. A cidade abrange várias comunidades distritais, incluindo Westbank, Glenrosa, Smith Creek, Shannon Lake, Rose Valley, West Kelowna Estates, Casa Loma, and Lakeview Heights. De acordo com o censo canadense de 2016, a população de Wes Kelowna é de aproximadamente 32655 habitantes.
West Kelowna foi incorporada em 6 de dezembro de 2007, como Westside District Municipality, assim chamada porque era o nome da área eleitoral rural do distrito regional na época. Em 30 de janeiro de 2009, o distrito foi renomeado como West Kelowna. O município foi reclassificado como a cidade de West Kelowna em 26 de junho de 2015. A área geral também é, às vezes, referida como Westbank.